# Gyromitra leucoxantha
Gyromitra leucoxantha (Giacomo Bresadola, 1881 ex Harri Harmaja, 1969), sin. Discina leucoxantha (Giacomo Bresadola, 1881), din încrengătura Ascomycota în familia Discinaceae și de genul Gyromitra, este o specie saprofită rară de ciuperci comestibile (dar consumată crud sau nu bine fiartă neprielnică) care descompune resturi vegetale. Un nume popular nu este cunoscut. Ea trăiește în România, Basarabia și Bucovina de Nord solitar, dar și în grupuri mai mari, prin păduri de conifere și de foioase, cu predilecție în cele de larice, adesea lângă lemn și cioturi de copaci în descompunere, dar, de asemenea, pe sol nisipos. Apare cu predilecție la munte imediat după topirea zăpezii din (martie) aprolie până în mai (iunie).

## Taxonomie

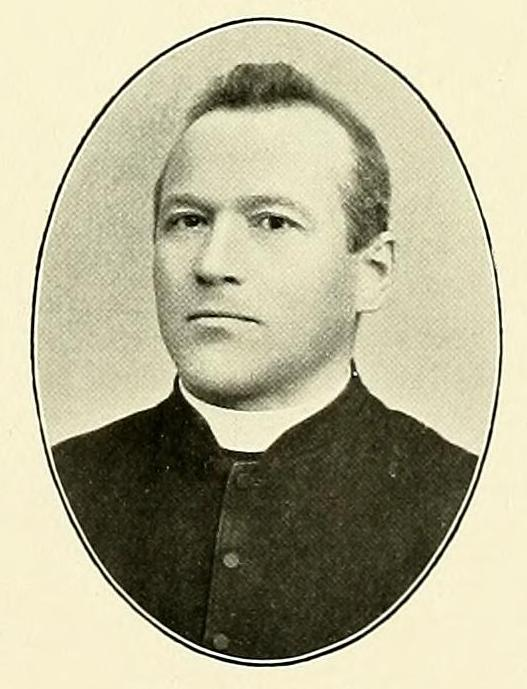
Giacomo Bresadola

Numele binomial Discina leucoxantha a fost determinat de renumitul micolog italian Giacomo Bresadola în volumul 4 al jurnalului Revue Mycologique de Toulouse din 1881, o denumire încă folosită în diverse cărți micologice. 
Apoi, în 1969, micologul finlandez Harri Harmaja a mutat specia la genul Gyromitra sub păstrarea epitetului, de verificat în volumul 9 al jurnalului Karstenia, fiind numele actual valabil (2024).
Sinonime obligatorii sunt: Peziza leucoxantha (1883), Scypharia leucoxantha (1886) și Paradiscina leucoxantha (1969). De asemenea acceptate sunt cele două variații (vezi infocaseta).
Epitetul specific se trage din cuvintele de limba greacă veche (greacă veche λευκός=strălucitor, lucios) și (greacă veche ξανθός=galben, gălbui), datorită aspectului pălăriei.

## Descriere

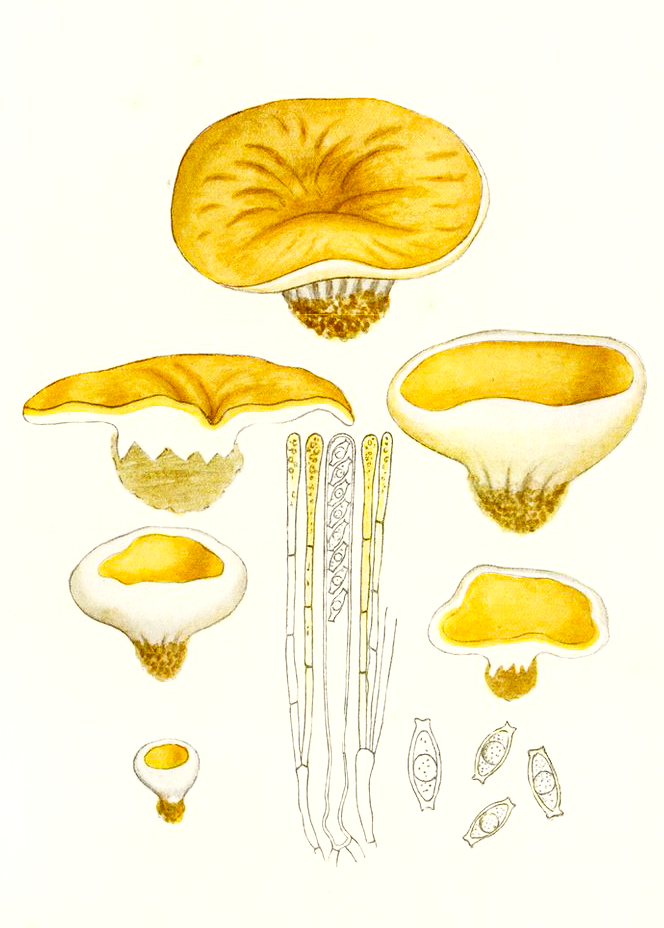
Bresadola - Discina leucoxantha

- Corpul fructifer: are un diametru de 2-7 (10) cm este cărnos-ceros cu o grosime de 2-3 mm. Partea superioară care conține himeniul (stratul fructifer) este netedă la început, apoi adesea încrețită sau denivelată, cel puțin în centru, inițial sferic închisă, apoi în formă de cupă, neregulat rotunjită, răsucită, chiar slab cocoșată sau îndoită, aplatizând odată cu maturitatea, devenind deprimată, cu marginea ușor curbată, ridicată și ondulată, uneori despicată. Coloritul variază, el poate fi ocru-gălbui deschis, galben, galben-portocaliu, galben-maroniu, până la brun-portocaliu, în tinerețe mereu mai deschis, în special la margine. Partea inferioară (exterioară) fin pâsloasă este albicioasă până la crem, direct sub discul fructului ocru-gălbuie până galben-portocalie, sub lupă, fin păroasă cu mai multe sau mai puține pete albăstruie spre maronii.
- Piciorul:  albicios spre galben crem este scurt, uniform, destul de gros cu 0,5-1,5 (2,5)  cm înălțime și 0,5-1 (2) cm grosime, fiind nervurat neregulat, evazat spre capac precum adesea îngropat în substrat.
- Carnea: orânduită în două straturi este cu 2-3 mm nu prea groasă, ceroasă, ceva apoasă de culoare albicioasă până la deschis galben-portocalie. Deși fără un miros specific este constată forte gustoasă.[2][3]
- Caracteristici microscopice: Are spori, foarte mari, elipsoidali, transparenți (hialini) cu una sau două picături uleioase bătătoare la ochi  în centru, pe suprafață fin punctată și ușor ornamentată cu o rețea, cu un apendice proeminent, trunchiat și adesea concav de până la 1,5-3,6 µm la fiecare capăt, dar numai la spori maturi, măsurând 26-32 (35) x 10-14 (18) microni. Pulberea lor este albă. Ascele cu o dimensiune de până la 280 x 22 µm poartă 8 spori sunt neamilozi și nu arată nici un efect cu Reactivul Melzer. Parafizele portocalii până la galben-maronii de 6,4-9 µm sunt cilindrice până clavate cu un conținut granular. Se  lărgesc treptat până la brusc fiind ușor clavate spre vârf.[11][12]
- Reacții chimice: nu sunt cunoscute.

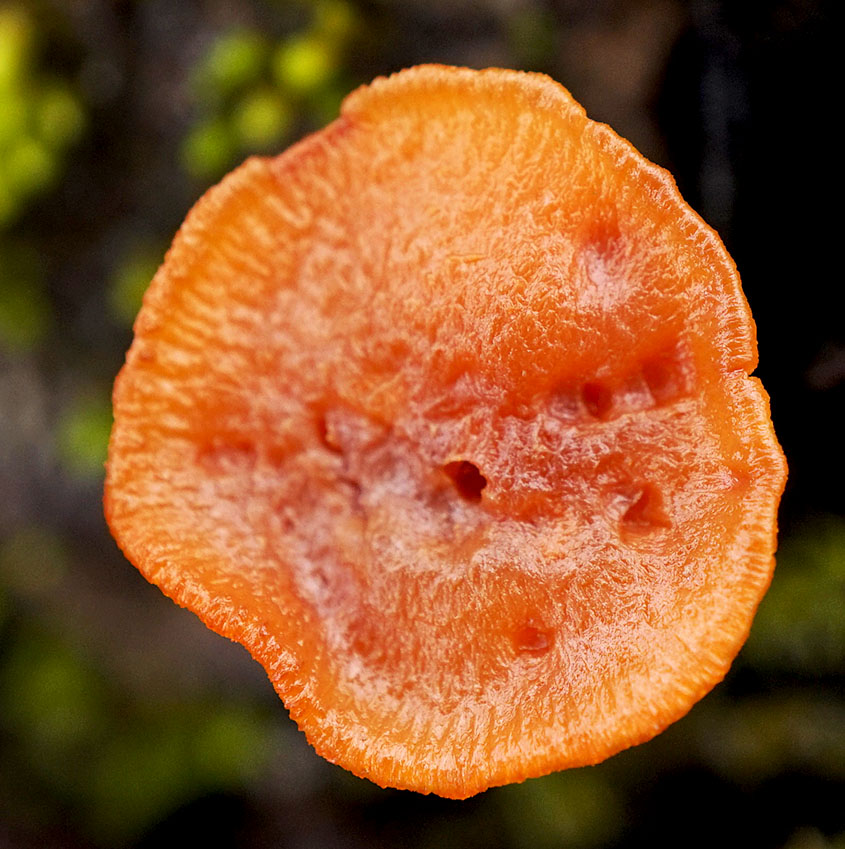
G. leucoxantha, pălărie
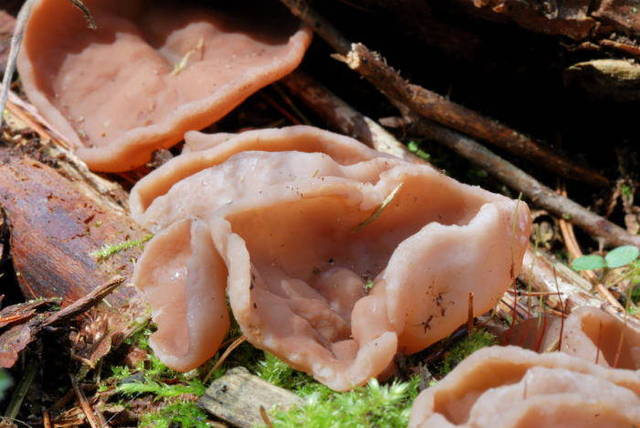
G. leucoxantha [?] în grup

## Confuzii
Specia poate fi confundată de exemplu cu Aleuria aurantia (comestibilă), Caloscypha fulgens (comestibilă), Discina ancilis sin. Discina perlata (comestibilă), Disciotis venosa (comestibilă), Otidea alutacea (fără valoare culinară), Otidea cochleata (inferioară), Otidea onotica (comestibilă), Peziza arveniensis (comestibilă) sau cu Rhizina undulata sin. Rhizina inflata (necomestibilă, elastic-fibroasă, are dimensiuni mai mari). 

## Specii asemănătoare în imagini

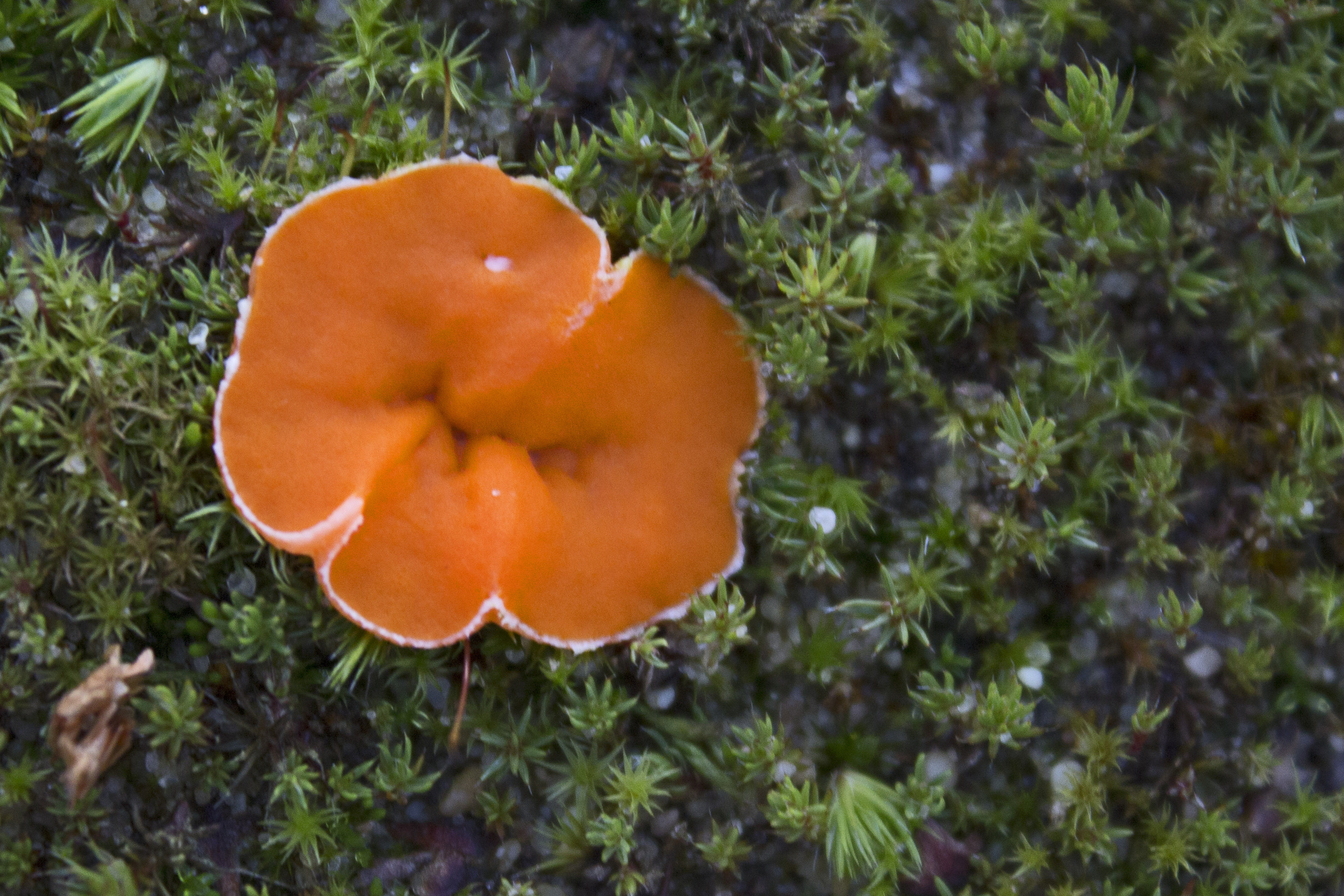
Aleuria aurantia
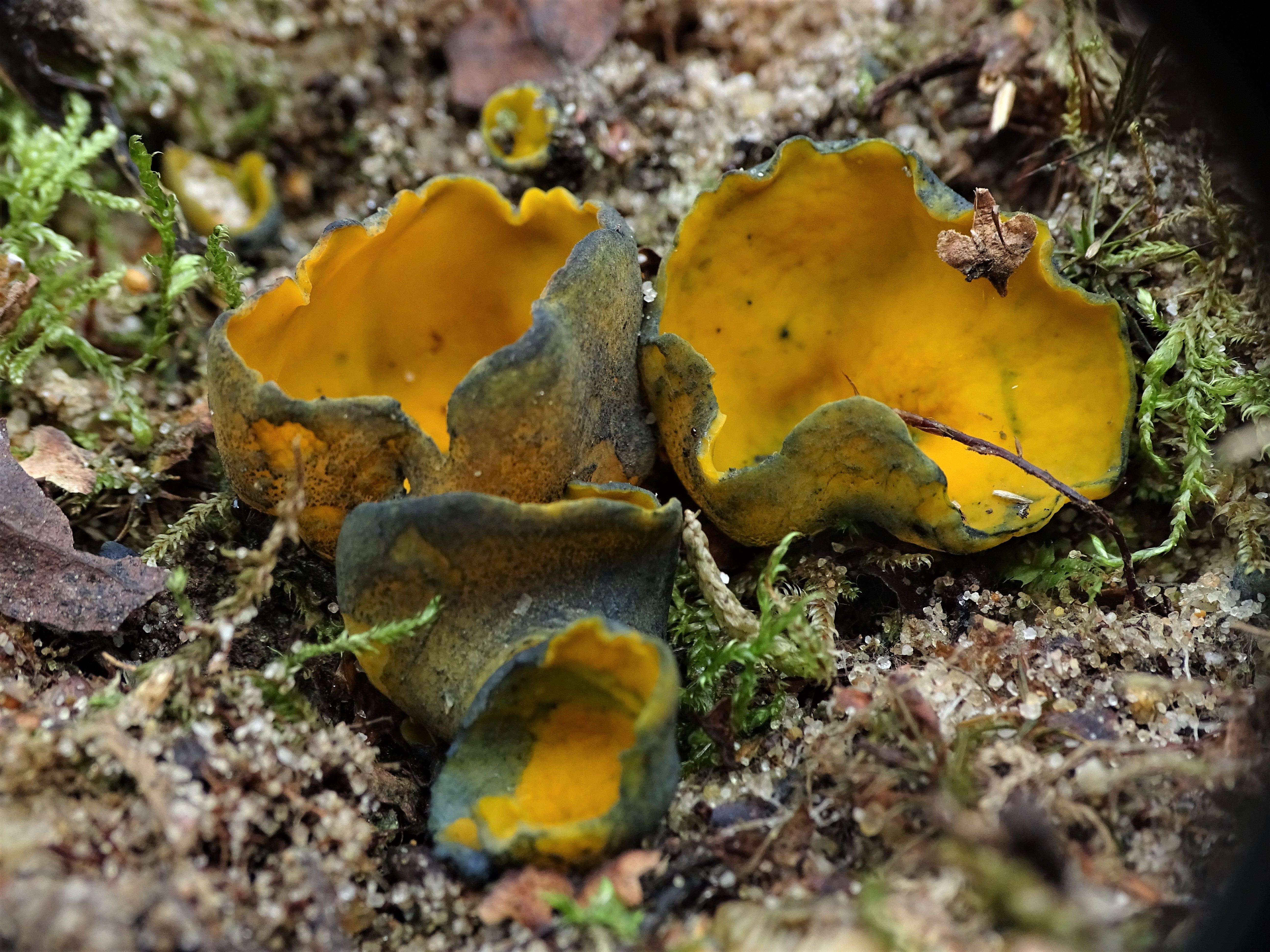
Caloscypha fulgens
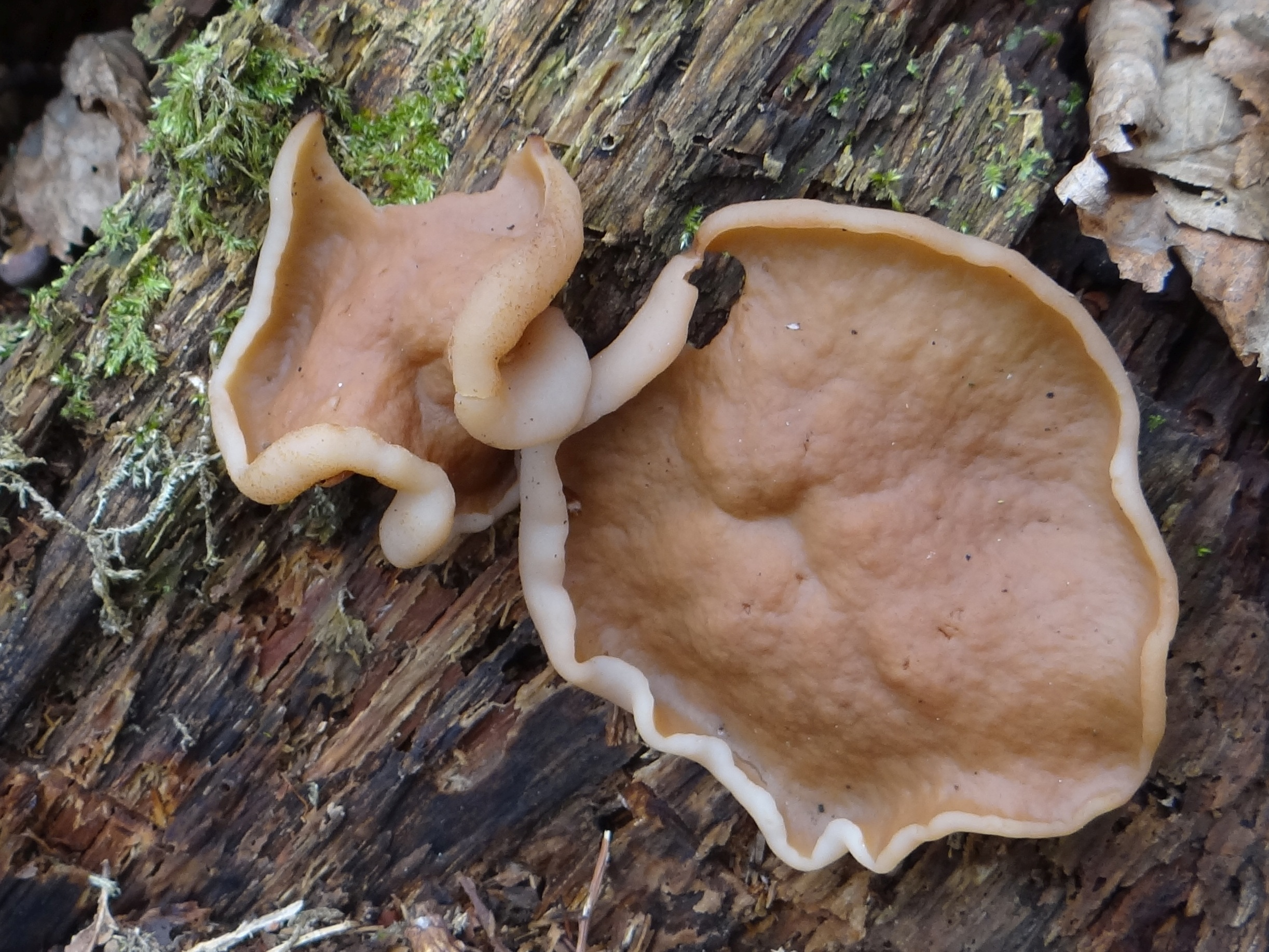
Discina ancilis
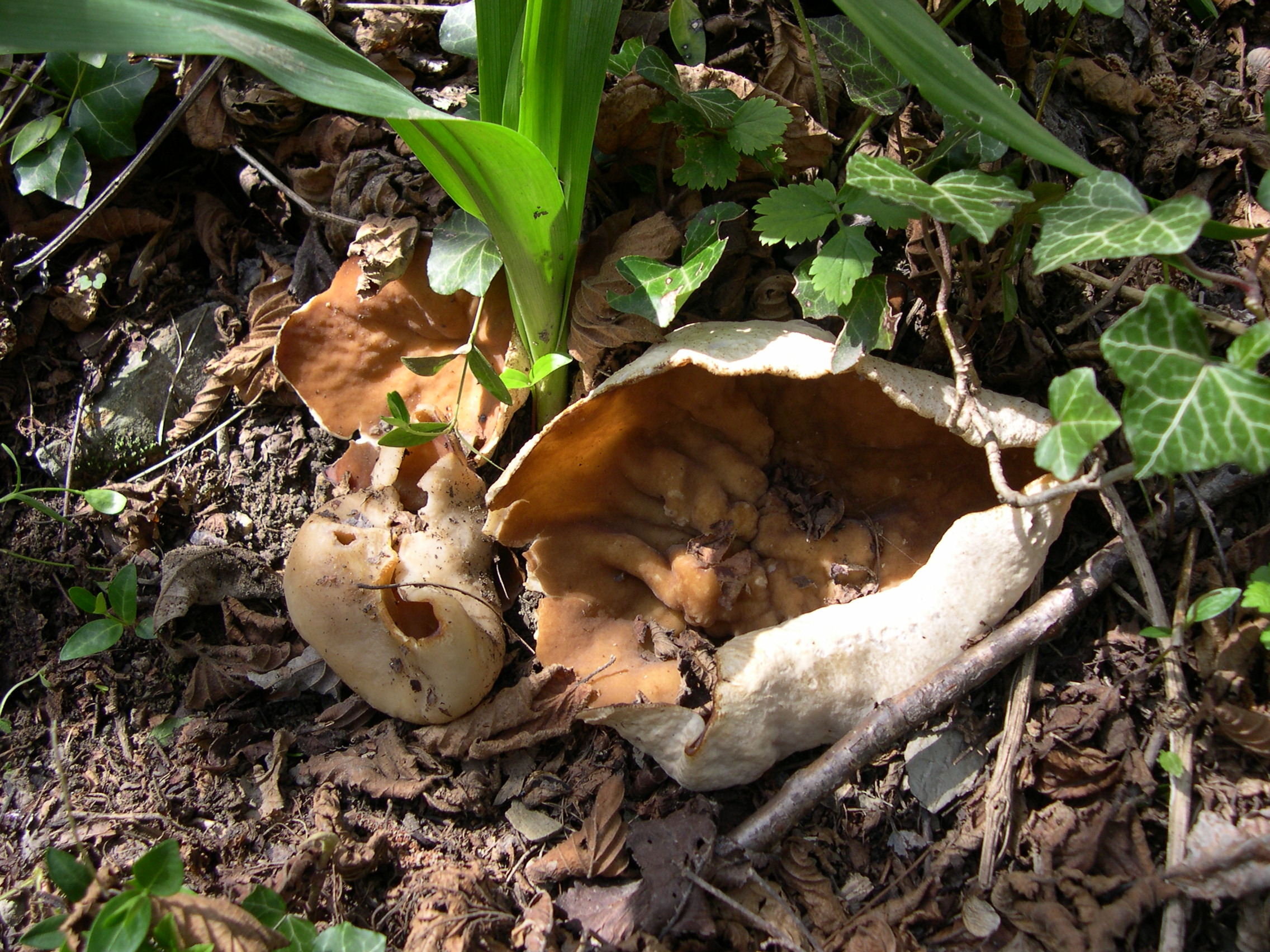
Disciotis venosa
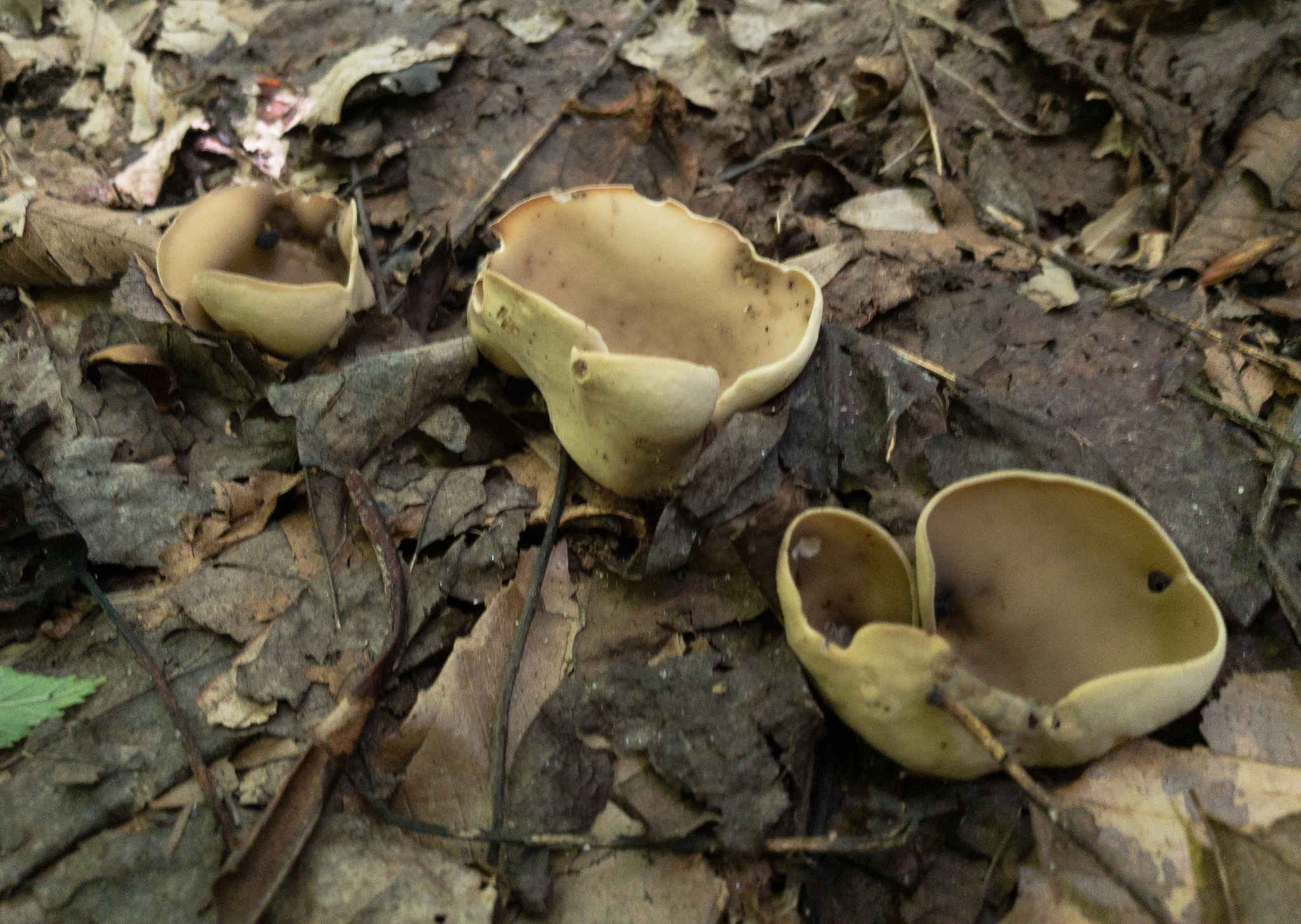
Otidea alutacea

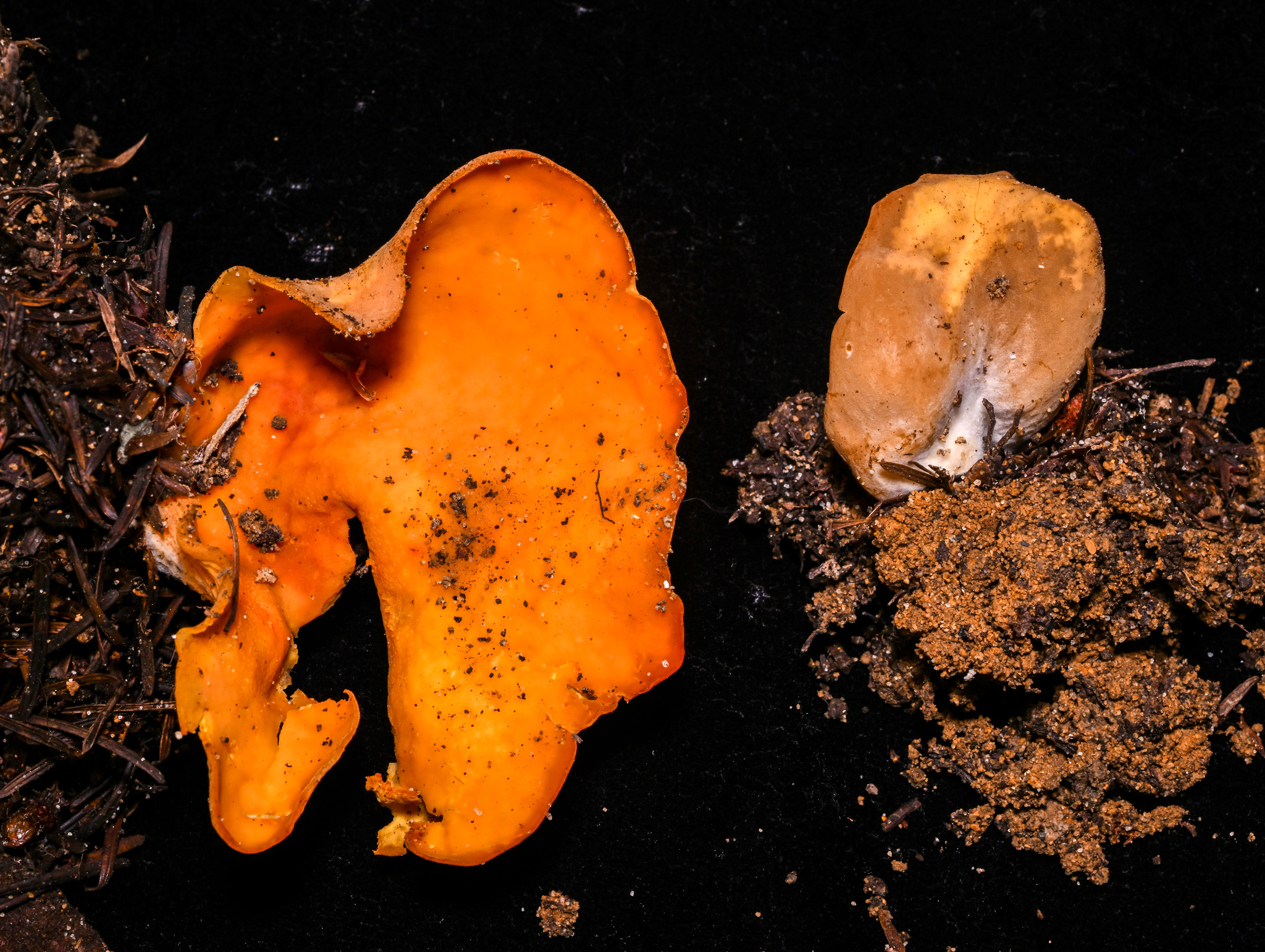
Otidea onotica
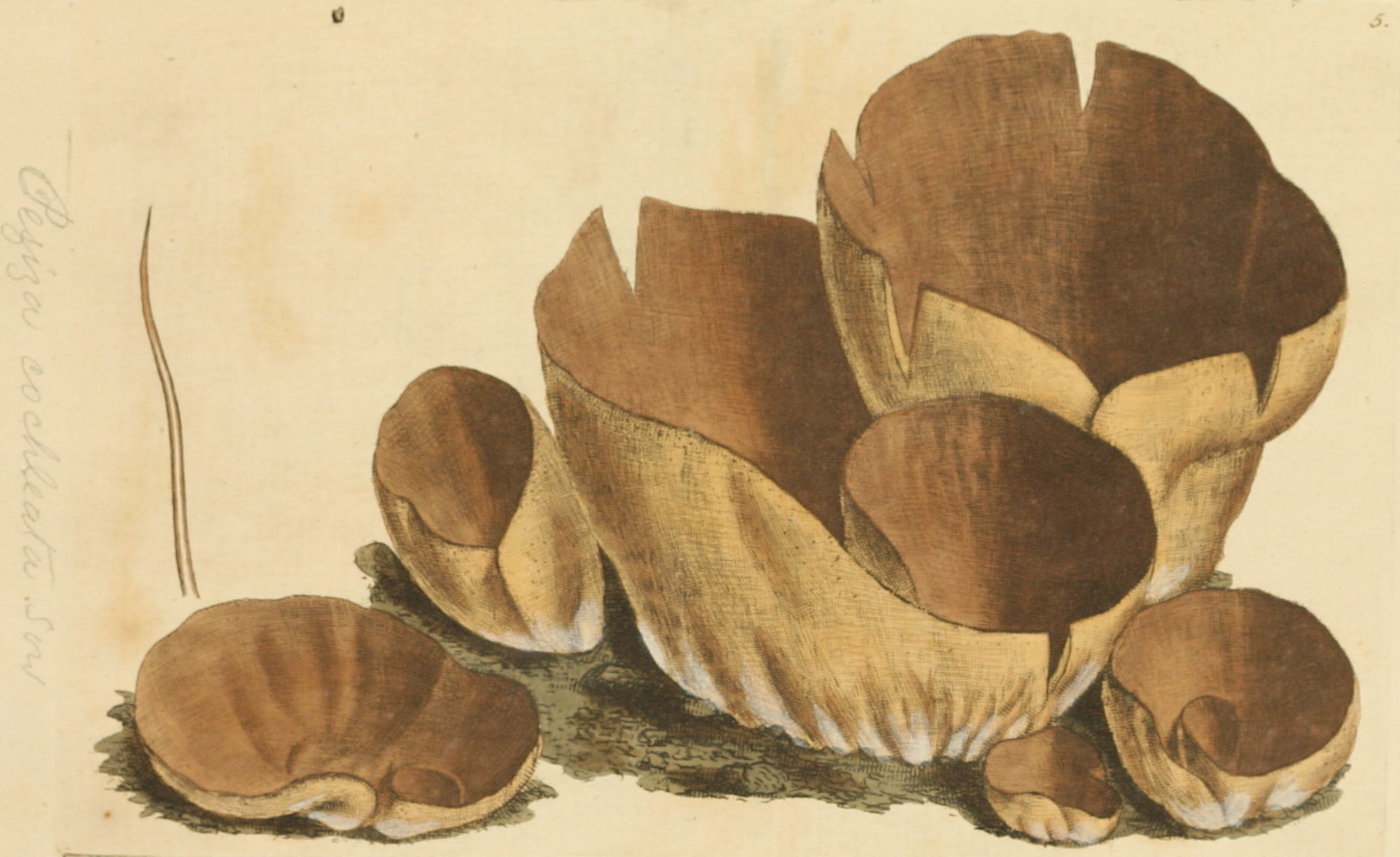
Otidea cochleata
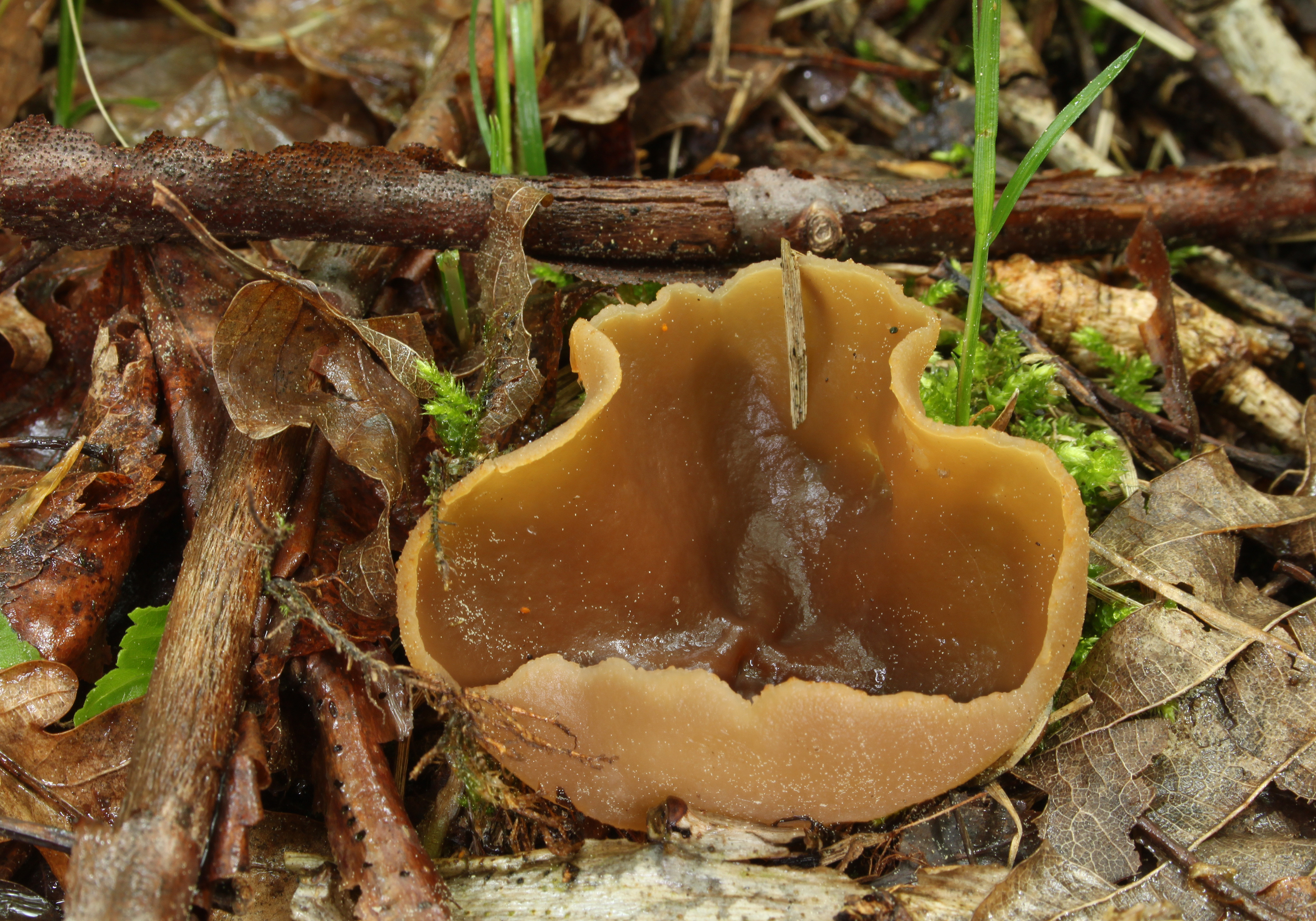
Peziza arvernensis
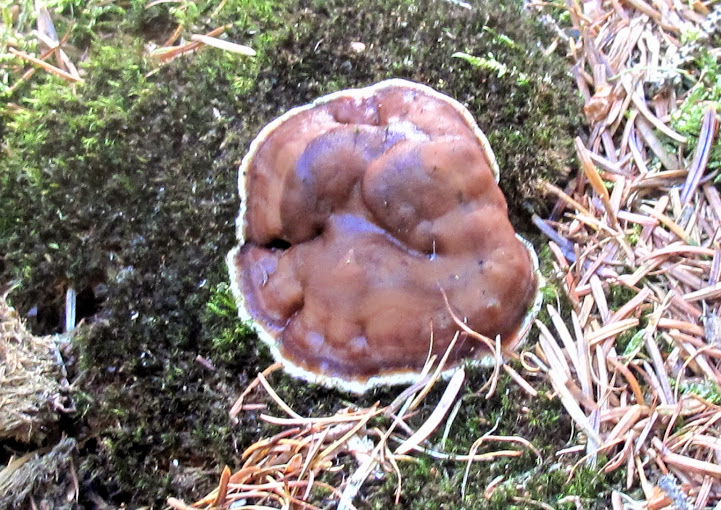
!Rhizina undulata sin. inflata!

## Valorificare
Gyromitra leucoxantha este considerată o ciupercă comestibilă gustoasă, nu în ultimul rând potrivit descrierii micologului elvețian Ernst Rahm. Dar, din păcate, urme de toxina giromitrină nu pot fi excluse. De aceea, ciuperca trebuie gătită bine. În plus, datorită rarității apariției, ar trebui fi cruțată și lăsată la loc.